# Brunori Sas
Brunori Sas, seudónimo de Dario Brunori, es un cantante italiano nacido el 28 de septiembre de 1977 en Cosenza, Calabria. Alcanzó el número uno en la lista de álbumes FIMI en 2020 con su quinto álbum Cip!

## Biografía
Nacido en Cosenza, pasó su infancia en pequeños pueblos de Calabria: primero en Joggi, una aldea de Santa Caterina Albanese, y luego en Guardia Piemontese. Estudió en la Universidad de Siena, donde se licenció en economía y comercio. El nombre Brunori S.A.S. es un homenaje a la empresa de construcción de sus padres.

### Vol. 1
En junio de 2009, Brunori publicó su primer álbum "Vol.1 ", que contiene registros acústicos sencillos y directos que le sitúan entre la emergente escena indie italiana, recibiendo el "Premio Ciampi" como mejor álbum de debut. Acompañado por Simona Marrazzo (voz y percusión), Dario Della Rossa (piano y teclado), Mirko Onofrio (saxo) y Massimo Palermo (batería), promociona el álbum con una gira compuesta por más de 140 conciertos que le lleva a ganar el "Premio KeepOn Live's" como "Mejor Personaje en Vivo de la Temporada".

### Vol. 2 -Poveri Cristi y È nata una star?
Dos años después de "Vol. 1", Dario Brunori publica "Vol. 2 - Poveri Cristi". En este trabajo se propone describir las historias de vida de otros. El nuevo álbum tiene una estructura más articulada, gracias a la colaboración con nuevos músicos y a la participación de Dente y Dimartino. La forma de las canciones se inspira en el estilo tradicional de la canción italiana. El disco marca la entrada en la banda del chelista Stefano Amato e inaugura Picicca Dischi, un nuevo sello discográfico que el propio Dario Brunori fundó con Simona Marrazzo y Matteo Zanobini. En 2012 una de las canciones, "Una Domenica Notte", inspira el largometraje de Giuseppe Marco Albano en el que también aparecen Dario y toda la banda en un cameo.
Ese mismo año, Brunori Sas es el autor de la banda sonora de "È nata una star?", una película de Lucio Pellegrini adaptada del cuento Not a star de Nick Hornby , protagonizada por Rocco Papaleo y Luciana Littizzetto. La banda sonora es una colección de canciones inéditas y piezas instrumentales que pasaron a formar parte de un nuevo LP, publicado por Picicca Dischi en 2013. En este periodo, Brunori comenzó su carrera como productor. Sus primeros discos con este papel son con los artistas Maria Antonietta y Dimartino.

### Vol. 3 –Il cammino di Santiago en taxi y la visita al teatro.
En octubre de 2013, Brunori comenzó la grabación del tercer álbum. El 16 de diciembre siguiente, se anunció la fecha y el título de su tercer álbum de estudio: "Vol.3 - Il Cammino di Santiago in taxi", que salió a la venta el 4 de febrero de 2014. El álbum fue grabado en un convento de Belmonte Calabro con el productor japonés Taketo Gohara. El 7 de enero se publica el vídeo del primer single "Kurt Cobain", dedicado al cantante de Nirvana. El álbum debuta en la quinta posición de la lista de ventas de FIMI, en el segundo puesto de iTunes y en el primero de Spotify como artista más escuchado. Brunori Sas participa en el Concerto del Primo Maggio en Roma. En junio, Ligabue elige a Brunori Sas como telonero para los conciertos de Milán (Estadio de San Siro) y Roma (Estadio Olímpico).

### A Casa Tutto Bene, el programa de televisión "Brunori Sa" y Sanremo 2019
El 24 de noviembre de 2016, con un artículo online en el periódico Il Sole 24 ore, Dario Brunori anticipa los temas de su nuevo álbum, anunciado el 5 de diciembre de 2016 por el propio Brunori con el título "A casa tutto bene" (Picicca Dischi). "Son canciones que tienen que ver con la necesidad de enfrentarse a los pequeños y grandes miedos cotidianos y con la tendencia natural a buscar un cobijo, un refugio, un lugar donde sentirse seguro". El 16 de diciembre de 2016 se lanza el sencillo "La Verità", seguido del lanzamiento del nuevo vídeo musical creado por Giacomo Triglia el mismo día. El álbum "A Casa Tutto Bene" sale a la venta el 20 de enero de 2017, situándose en el tercer puesto de ventas FIMI y en el primero de las plataformas digitales iTunes y Spotify. FIMI certificará "La Verità" como Single de Oro y "A Casa Tutto Bene" Disco de Oro. El álbum fue grabado en San Marco Argentano en la "Masseria Perugini".
La gira de invierno en directo comenzó el 24 de febrero de 2017 desde Udine, registrando el agotado en las 18 fechas del calendario, incluyendo la participación como grupo titular en el Concierto "Primo Maggio" en la Piazza San Giovanni de Roma. El 16 de junio de 2017 la gira de verano cubrió 18 fechas en Italia, partiendo de Padua. El 27 de julio de 2017 gana el premio "Pimi Speciale" de Mei, el encuentro dedicado a la música independiente italiana, como mejor artista independiente del año. El 1 de agosto de 2017 FIMI certifica el disco de oro "La Verità". El 2 de septiembre de 2017, el vídeo del single La Verità, escrito por Dario Brunori y dirigido por Giacomo Triglia, gana el premio "Pivi 2017" de Mei como mejor vídeo independiente del año. El 1 de julio de 2018 el FIMI certifica "Canzone Contro La Paura" como disco de oro. El 13 de agosto de 2018 la FIMI certifica "A Casa Tutto Bene" como disco de platino.
El 28 de junio de 2017, la radiotelevisión nacional italiana anuncia que Brunori dirigirá un espectáculo llamado "Brunori Sa", emitido a partir del 6 de abril en la tarde-noche en el canal Rai 3. El mismo día, Brunori anuncia la nueva gira teatral "Brunori a teatro - canzoni e monologhi sull'incertezza" a partir de febrero de 2018.
El 6 de abril de 2018 se emite el primer episodio de Brunori Sa en Rai 3. El programa, estructurado en cinco episodios, habla de los deseos, los miedos y las aparentes contradicciones de la generación de cuarentones a la que pertenece. Hay cinco temas existenciales: la salud, el hogar, el trabajo, las relaciones y Dios.
El 8 de febrero de 2019 Dario Brunori se sube al escenario del Teatro Ariston en el Festival de Música de Sanremo 2019 con motivo de la velada dedicada a los dúos. Brunori interpreta con Zen Circus la canción "L'amore è una dittatura", alcanzando el decimoséptimo puesto en la clasificación final.

### Cip! y la gira en vivo
El 18 de septiembre de 2019 se lanza el nuevo single "Al di là dell'amore". También se anuncia una gira en salas de conciertos que comenzará en marzo de 2020, mientras que el 27 de septiembre se estrena el vídeo musical de "Al di là dell'amore", escrito por Dario Brunori y dirigido por Giacomo Triglia. El sencillo anticipa el lanzamiento del quinto álbum de estudio del compositor, titulado "¡Cip!", anunciado por Brunori el 4 de diciembre de 2019 a través de un post en su perfil de Instagram. El álbum sale a la venta el 10 de enero de 2020 para el sello Island Records. El lanzamiento del segundo single del álbum, "Per due che come noi", se anuncia también para el 13 de diciembre de 2019, simultáneamente con el vídeo musical dirigido por Duccio Chiarini.
El 9 de marzo de 2020 FIMI certifica "¡Cip!" como disco de oro con más de 25.000 copias vendidas.
El 8 de junio de 2020 FIMI certifica "Per due come noi" como disco de oro con más de 35.000 copias vendidas.
El 1 de febrero de 2021 FIMI certifica "Al di là dell'amore" como disco de oro con más de 35.000 copias vendidas.

## Discografía

### Álbumes
| Título                                  | Año  | Posición |
| Título                                  | Año  | ITA      |
| --------------------------------------- | ---- | -------- |
| Vol. 1                                  | 2009 | —        |
| Vol. 2 – Poveri cristi                  | 2011 | 98       |
| Vol. 3 – Il cammino di Santiago in taxi | 2014 | 5        |
| A casa tutto bene                       | 2017 | 3        |
| Cip!                                    | 2020 | 1        |

### Singles
| Título                 | Año  | Posición | Álbum             |
| Título                 | Año  | ITA      | Álbum             |
| ---------------------- | ---- | -------- | ----------------- |
| "La verità"            | 2017 | 91       | A casa tutto bene |
| "Al di là dell'amore"  | 2019 | 90       | Cip!              |
| "Per due che come noi" | 2019 | 27       | Cip!              |

### Otras canciones de la lista de éxitos
| Título        | Año  | Posición | Álbum |
| Título        | Año  | ITA      | Álbum |
| ------------- | ---- | -------- | ----- |
| "Capita così" | 2020 | 65       | Cip!  |